# هاینتس بوم

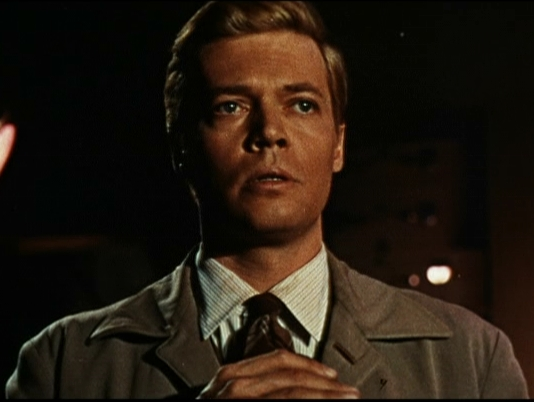
کارل بوم در فیلم چشم‌چران، ۱۹۶۰

کارل‌هاینتس بوم (به آلمانی: Karlheinz Böhm) معروف به هاینتس بوم (به آلمانی: Heinz Böhm) (زادهٔ ۱۶ مارس ۱۹۲۸ - درگذشتهٔ ۲۹ مهٔ ۲۰۱۴) هنرپیشهٔ اتریشی-آلمانی بود. او در طول دوران زندگی هنری‌اش در ۴۵ فیلم ایفای نقش کرد.
بوم در سال ۲۰۰۳ تابعیت افتخاریِ اتیوپی را پذیرفت.
او در ۸۶ سالگی بر اثر آلزایمر درگذشت.

## فیلم‌شناسی
- ۱۹۶۰: چشم‌چران
- ۱۹۶۲: چهار سوار سرنوشت
- ۱۹۷۴: افی بریست
- ۲۰۰۹: بالا